# کالپاناکس
کالپاناکس (نام علمی: Kalopanax septemlobus) نام یک گونه از تیره عشقه‌ایان است.